# Уржунка

Уржунка — река в России, протекает в Пыщугском районе Костромской области. Устье реки находится в 588 км по левому берегу реки Ветлуги. Длина реки составляет 13 км.
Исток реки расположен в лесах в 17 км к юго-востоку от Пыщуга. Река течёт на север, затем на запад, верхнее течение реки проходит по ненаселённому лесу, в нижнем течении на левом берегу деревня Бурдово. Впадает в Ветлугу выше села Михайловица.

## Данные водного реестра
По данным государственного водного реестра России относится к Верхневолжскому бассейновому округу, водохозяйственный участок реки — Ветлуга от истока до города Ветлуга, речной подбассейн реки — Волга от впадения Оки до Куйбышевского водохранилища (без бассейна Суры). Речной бассейн реки — (Верхняя) Волга до Куйбышевского водохранилища (без бассейна Оки).
По данным геоинформационной системы водохозяйственного районирования территории РФ, подготовленной Федеральным агентством водных ресурсов:
- Код водного объекта в государственном водном реестре — 08010400112110000041608
- Код по гидрологической изученности (ГИ) — 110004160
- Код бассейна — 08.01.04.001
- Номер тома по ГИ — 10
- Выпуск по ГИ — 0